# 阿尔芒·马克 (蒙莫兰伯爵)

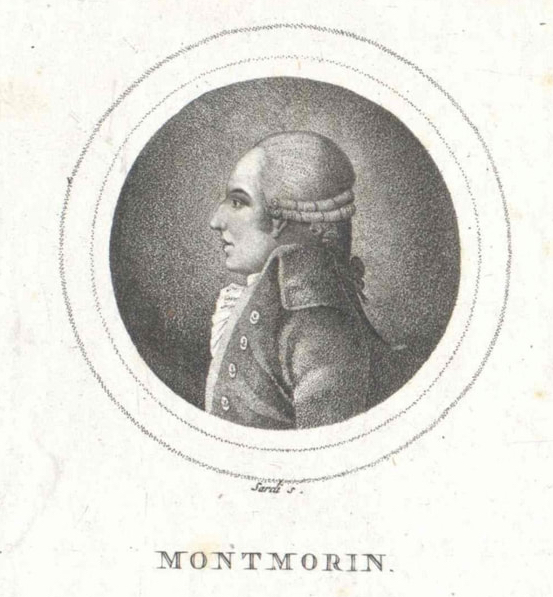
蒙莫兰伯爵

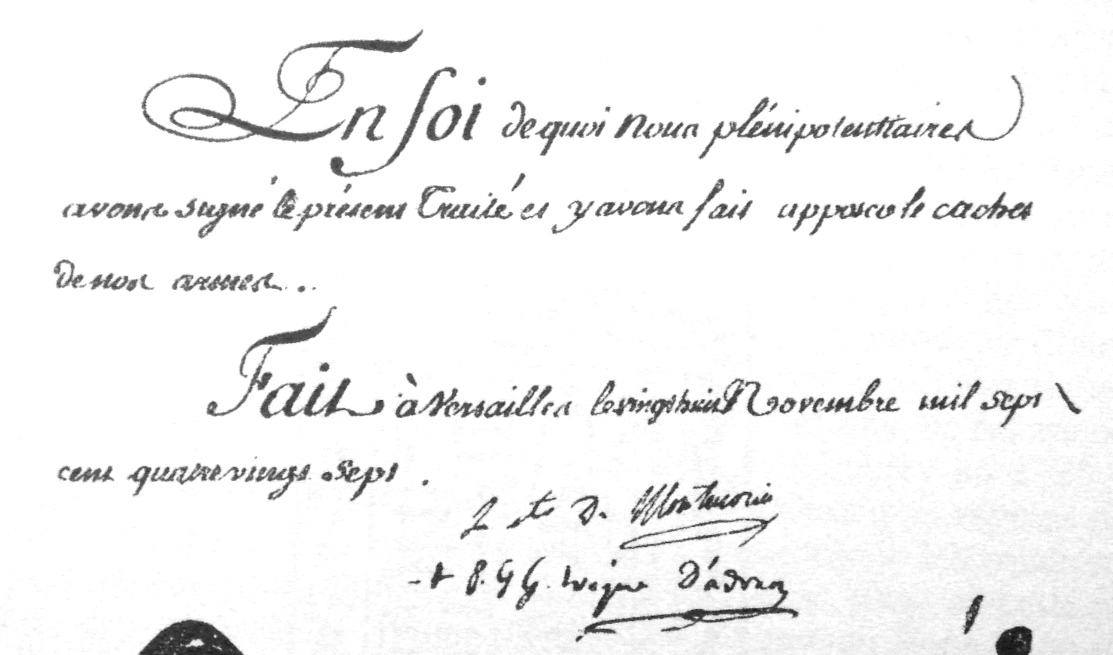
蒙莫兰伯爵担任外交和海军大臣时在1787年凡尔赛条约上的签名. 其他缔约者为 Evèque d'Avran, i.e. 皮诺·德·贝尔内.

阿尔芒·马克，蒙莫兰伯爵（Armand Marc, comte de Montmorin de Saint Herem） (1745年—1792年) 法国政治家。路易十六时期的外交和海军大臣。
他属于奥弗涅一个贵族家庭的初级分支。他是路易十六当法国王太子时的王室侍从，即位后被任命为驻马德里大使。不久突然从马德里召回担任布列塔尼总督的职位，并于1787年由国王任命接替韋爾熱訥伯爵任外交大臣。蒙莫兰是雅克·内克尔忠实的崇拜者，曾以其影响力在法庭上为他维护。内克尔政府在1789年7月12日被解散后他退休，但攻占巴士底狱后又恢复了他的职务，担任到1791年10月。1788年12月奧诺雷·米拉波曾找他策划组建新议会，但由于米拉波在他的（Histoire secrète de la cour de Berlin）一书中攻击内克尔，激怒了蒙莫兰，被拒绝见面。
随着法国大革命的进步，蒙莫兰的态度逐渐改变。拉马尔克伯爵（comte de la Marck ）在蒙莫兰的协助下，帮助米拉波进入法院，两人很快达成协议，蒙莫兰继承担任外交部长，米拉波出任实职。在事务上，蒙莫兰在没有咨询米拉波的情况下不敢作决定，米拉波抱怨说他是“呆子”（flasque）和“胆小鬼”（gavache）。拉马尔克则认为蒙莫兰的软弱可抑制米拉波的冲动。
1791年4月米拉波的去世对蒙莫兰来说是一个严重的打击，王室逃到瓦雷纳（Varennes）后，极大的增加了蒙莫兰外长位置的困难，最后被迫辞职。作为国王一个内部圈子里的朋友，被革命者叫作：“奥地利委员会”。1792年恐怖时期他装成一个洗衣妇躲在房子里，但被发现，立法议会将他逮捕并囚禁在修道院（Abbaye），9月死于大屠杀。他的亲戚，家族分支族长蒙莫兰侯爵路易·维克托·亨利（Louis Victor Henri, marquis de Montmorin de Saint Herem）也死于大屠杀。